# Plutothrix ascita
Plutothrix ascita är en stekelart som beskrevs av Heydon 1997. Plutothrix ascita ingår i släktet Plutothrix och familjen puppglanssteklar. Inga underarter finns listade i Catalogue of Life.